# Кастилфрио де ла Сиера
Кастилфрио де ла Сиера (на испански: Castilfrío de la Sierra) е община, разположена в провинция Сория, автономна област Кастилия и Леон, Испания. Според преброяването от 2004 г. на Националния институт по статистика на Испания общината има население от 27 жители.